# Churuguara
Churuguara é uma cidade venezuelana, capital do município de Federación.